# Kunda (stad in Estland)
Kunda is een stad en was tot in 2017 ook een stadsgemeente in de Estische provincie Lääne-Virumaa. De stad telt 3044 inwoners (2024); de gemeente had een oppervlakte van 10,0 km². In 2017 werd Kunda bij de buurgemeente Viru-Nigula gevoegd. Kunda is sindsdien de hoofdplaats van die gemeente en heeft de status van vallasisene linn, stad zonder stadsgemeente.
De rivier Kunda komt bij Kunda in de Finse Golf uit. Ten zuidoosten van de stad ligt een dorp dat ook Kunda heet en altijd Kunda küla (‘dorp Kunda’) wordt genoemd om het van de stad te onderscheiden.

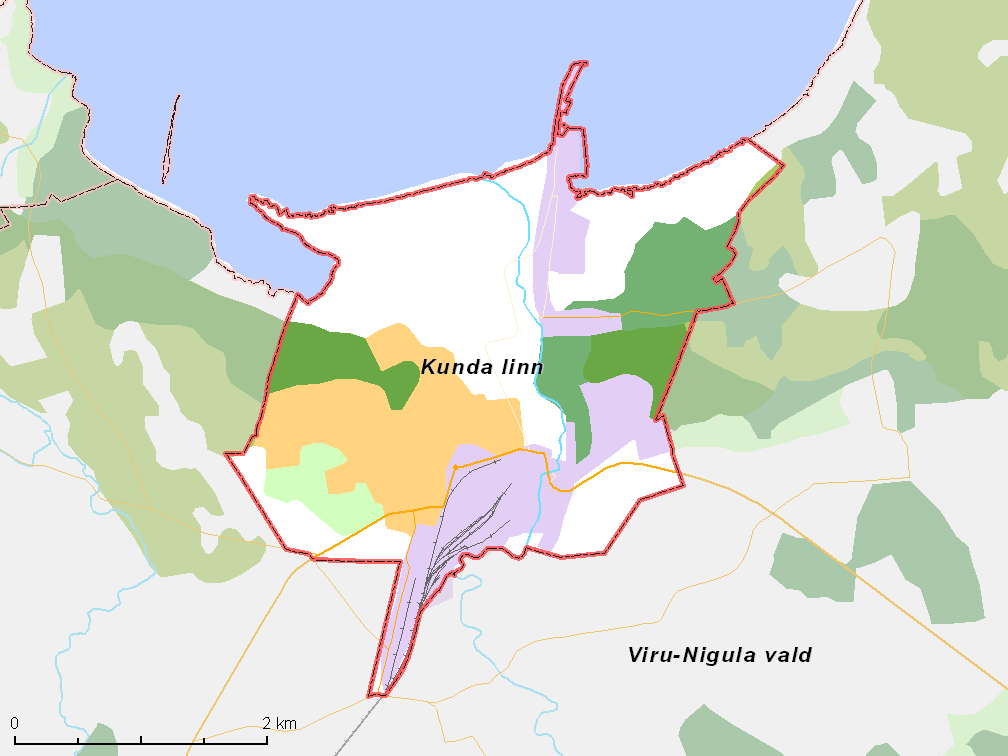
De stadsgemeente met omliggende gemeenten, situatie tot 2017

## Geschiedenis
Bij Linnuse ten zuiden van Kunda liggen de resten van een nederzetting uit het Mesolithicum, die de Kunda Lammasmägi wordt genoemd. De Kundacultuur is genoemd naar deze vindplaats.
Bij Linnuse staat ook de ruïne van het landhuis van het landgoed Kunda, dat tijdens de Tweede Wereldoorlog verloren is gegaan. Het landgoed werd voor het eerst genoemd in 1443. Vanaf de jaren veertig van de 19e eeuw tot aan de onteigening door het onafhankelijk geworden Estland in 1919 was het landgoed in handen van de familie Girard de Soucanton. John baron Girard de Soucanton stichtte in 1870 een cementfabriek in wat nu de stad Kunda is. De fabriek is nog in bedrijf, maar niet meer in het oorspronkelijke pand. Daarmee legde hij de grondslag voor de industriestad Kunda. Rond de cementfabriek groeide een woonkern. In 1920 kreeg Kunda de status van vlek en in 1938 die van stad. Rond 1939 werden enkele kleinere kernen rond Kunda, waaronder Linnuse, aparte dorpen.
In 1928 kreeg Kunda een lutherse kerk.

## Geboren
- Knudåge Riisager (1897-1974), Deens componist

## Galerij

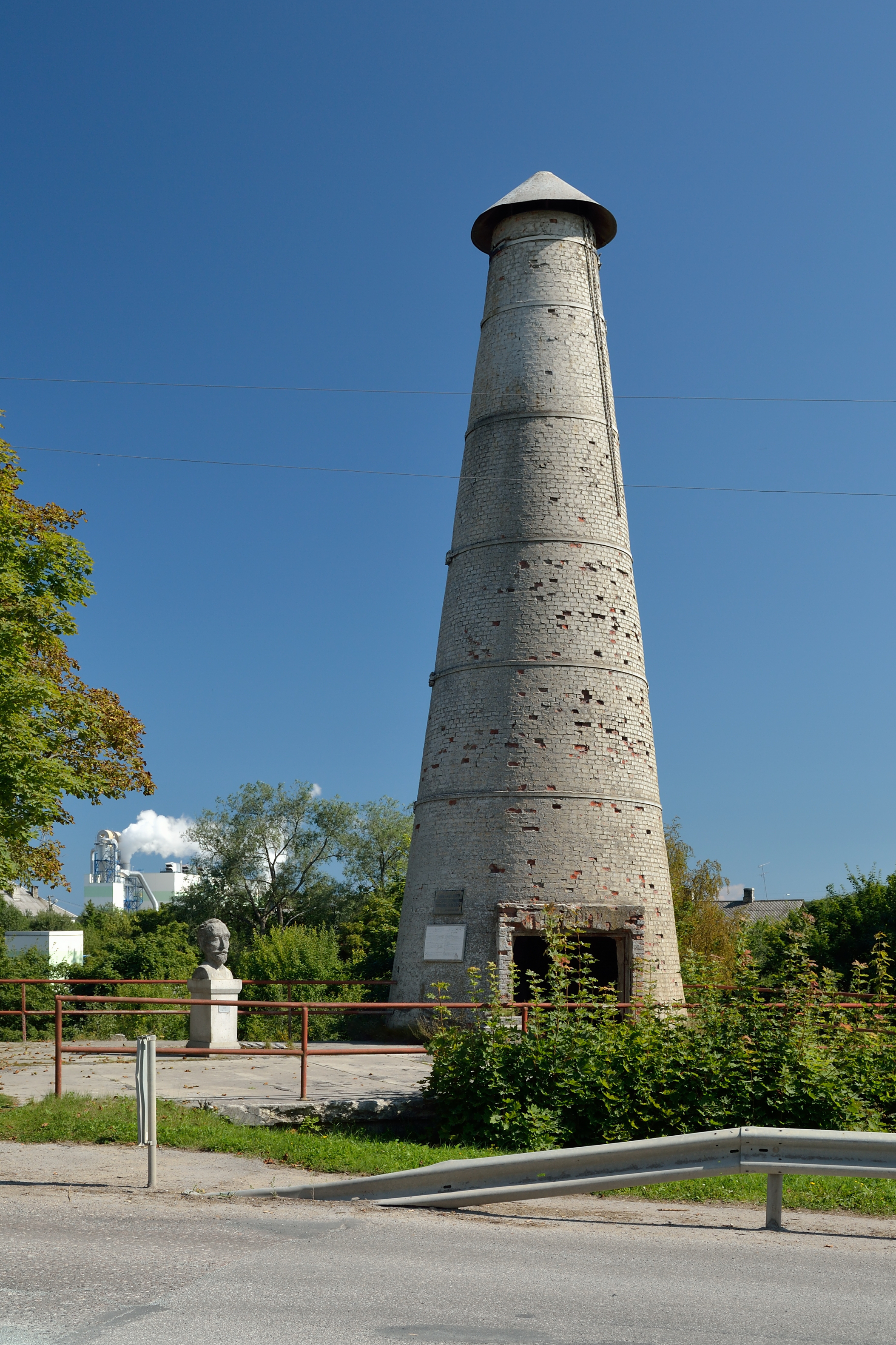
Oven van de oude cementfabriek
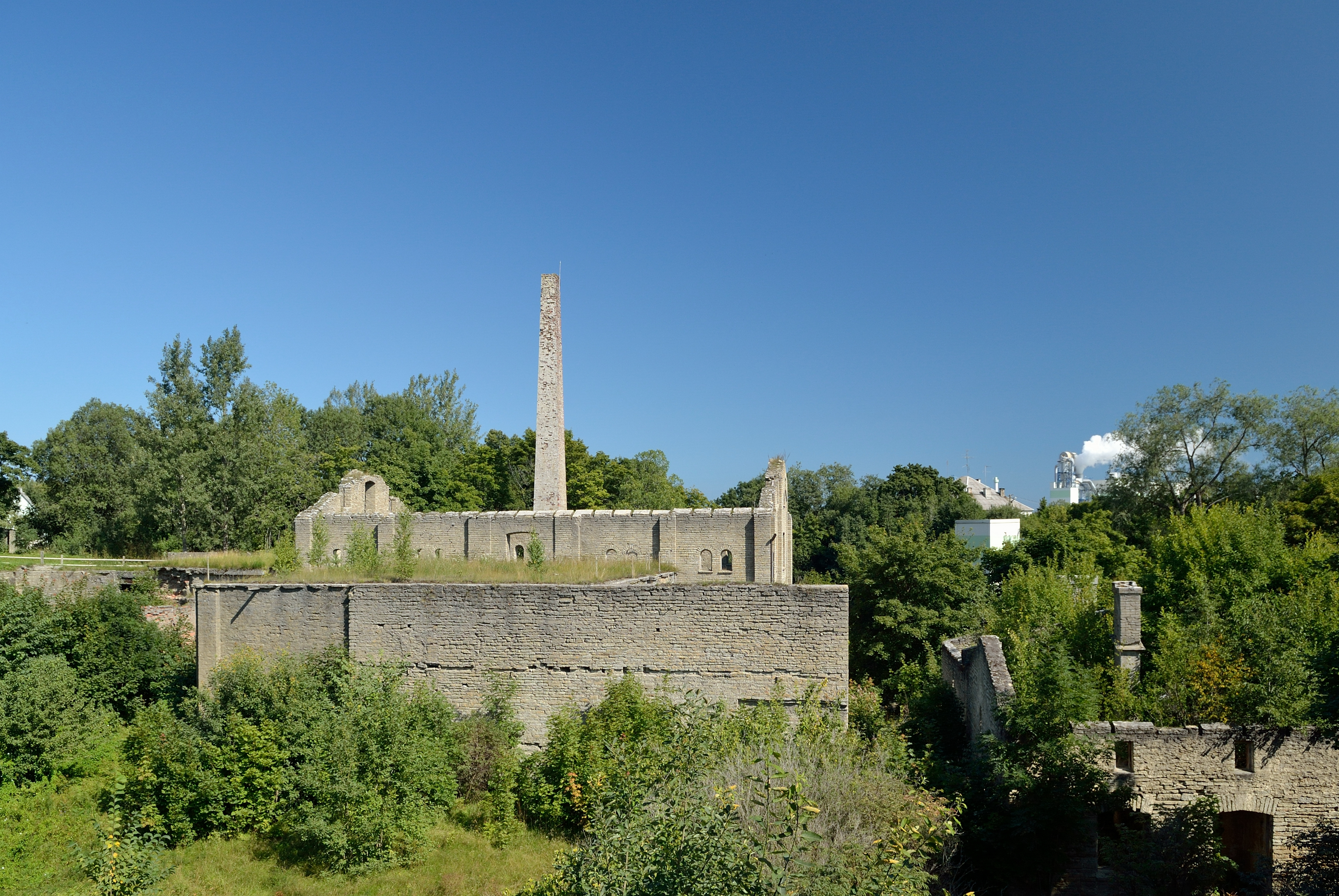
Resten van de oude cementfabriek
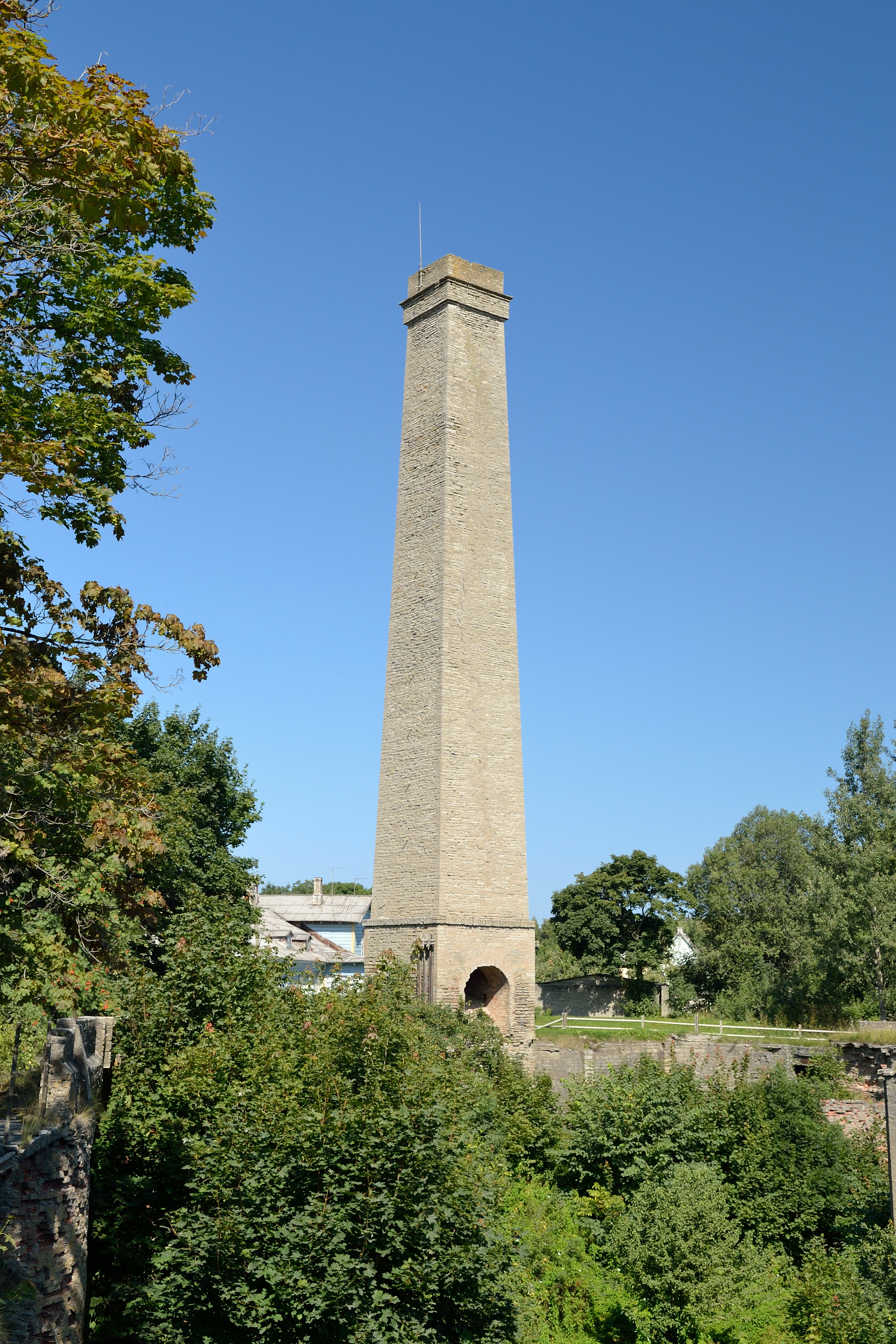
Oven van de nieuwe cementfabriek
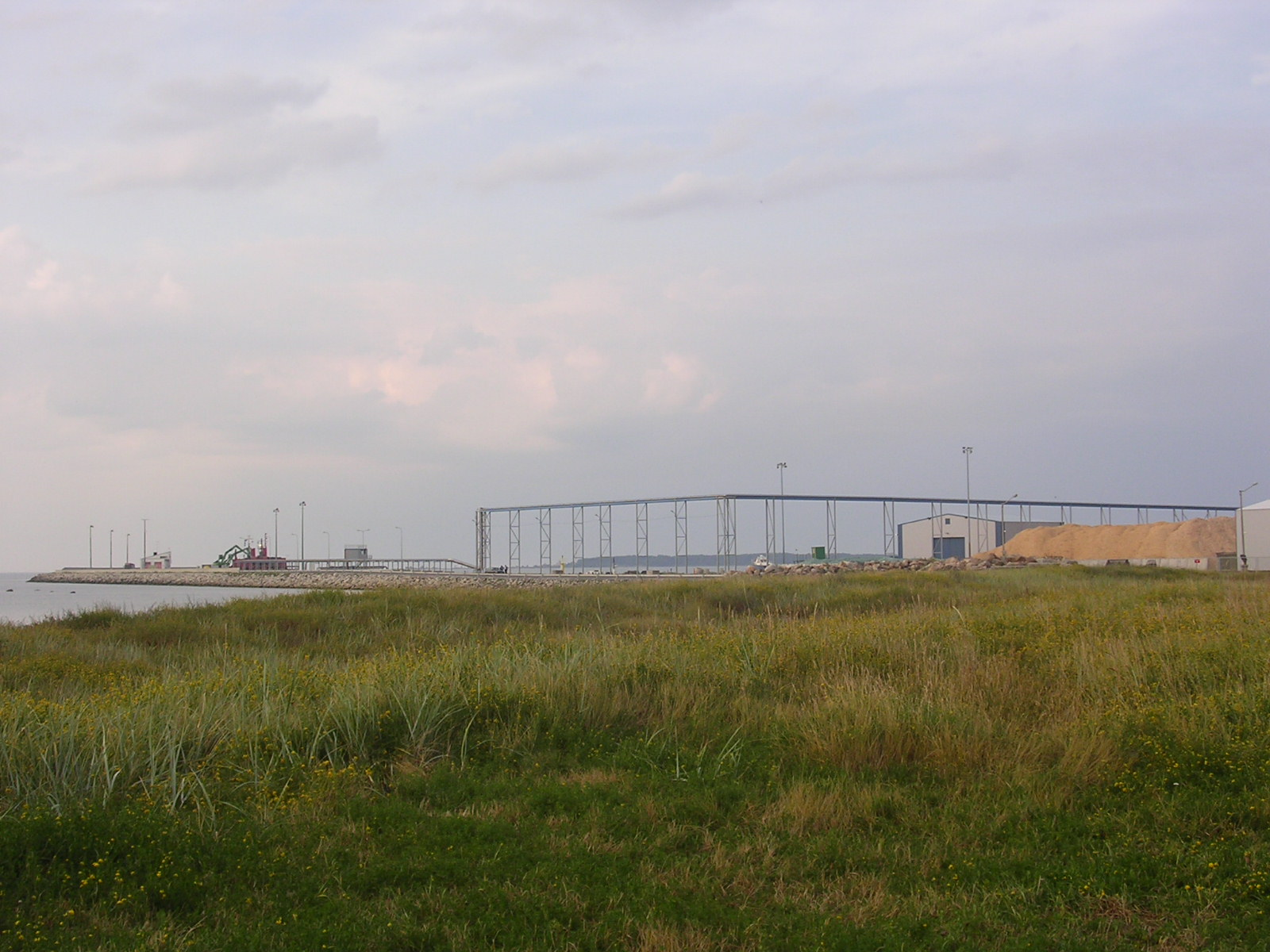
De haven van Kunda
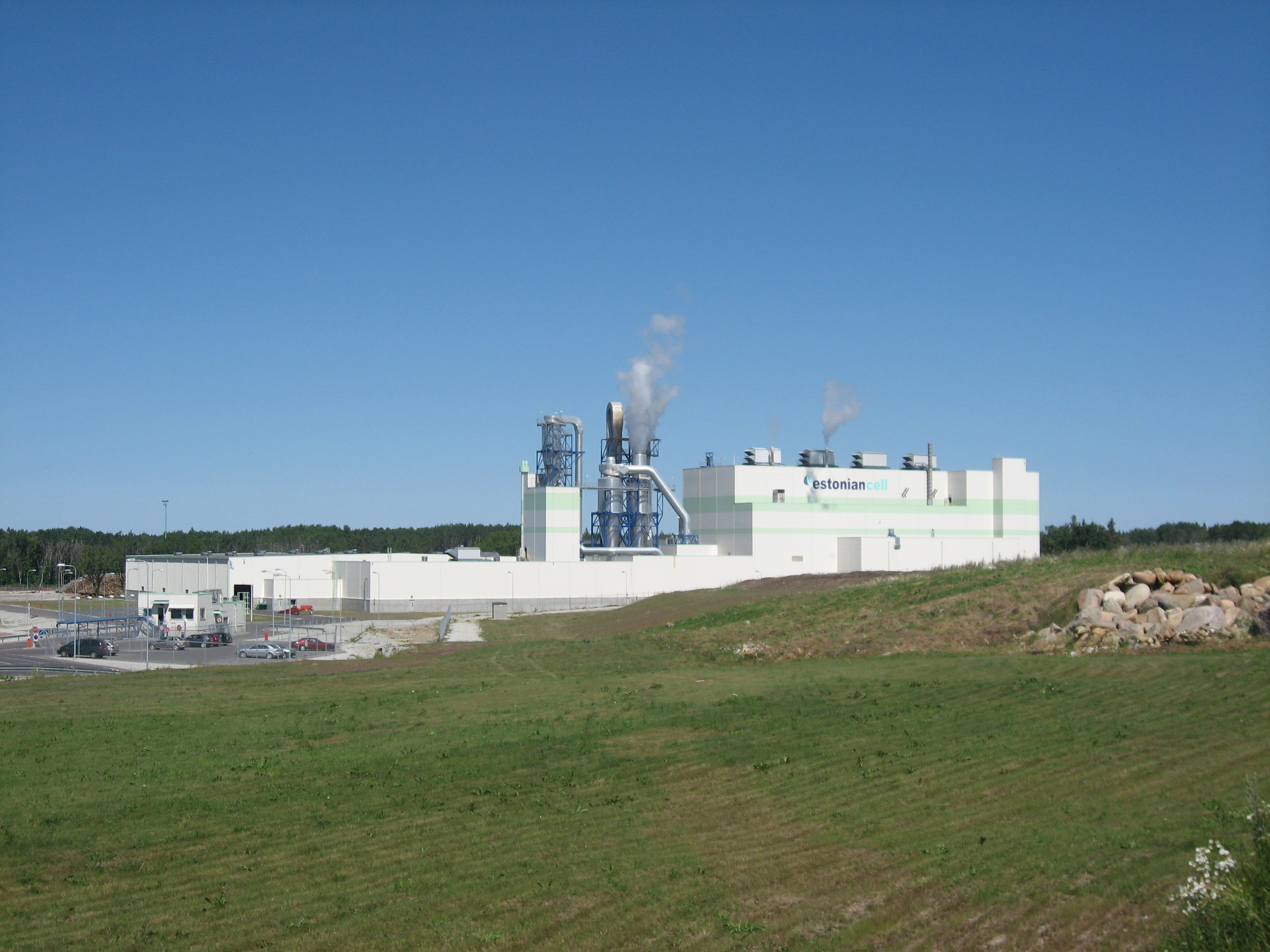
Energiecentrale
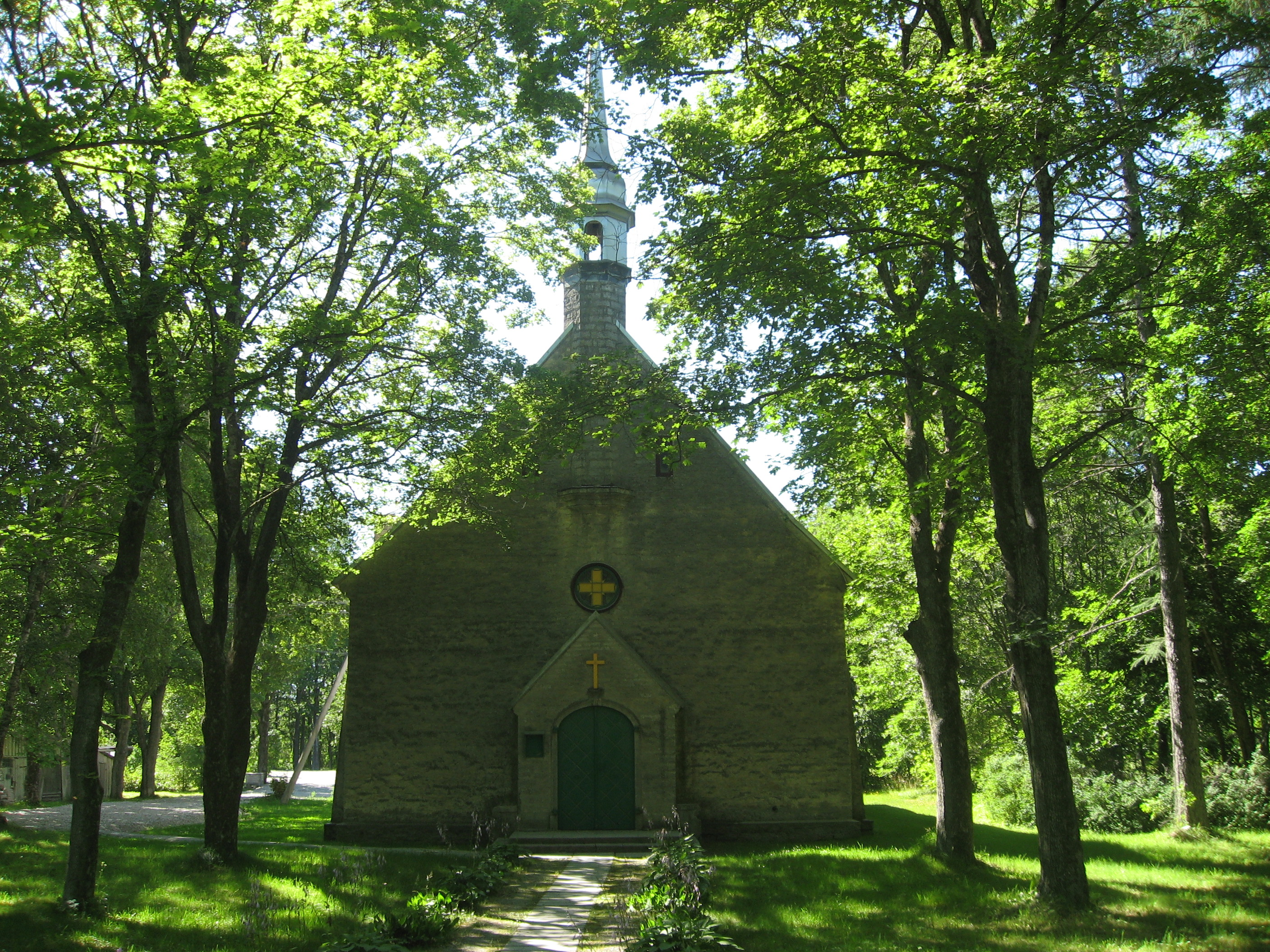
De kerk van Kunda